# Gautier (cràter)
Gautier és un cràter d'impacte en el planeta Venus de 59,3 km de diàmetre. Porta el nom de Judith Gautier (1845-1917), escriptora francesa, i el seu nom va ser aprovat per la Unió Astronòmica Internacional el 1994.